# Manot 1
Manot 1 – skamieniałość sklepienia czaszki ludzkiej mająca cechy anatomii współczesnego człowieka; znaleziona na terenie obecnego Izraela. Stanowi ona egzemplarz części szkieletu wymarłych ludzi z Manot, którzy w okresie środkowego paleolitu zamieszkiwali jaskinię Manot (stąd ich nazwa) położoną w Zachodniej Galilei. Szczątki zostały odkryte w 2008 roku, a ich naukowy opis został opublikowany 28 stycznia 2015 w elektronicznym wydaniu Nature. Datowanie izotopowe oszacowało wiek okazu na 54 700 lat, co oznacza, że jest to najstarsza znana skamieniałość należąca do człowieka współczesnego. Jest to ponadto jeden z dowodów potwierdzających słuszność teorii wyjścia z Afryki. Analiza genów wskazuje na fakt krzyżowania się przodków współczesnych ludzi z innymi gatunkami człowieka, takimi jak neandertalczyk.

## Odkrycie
Manot 1 został odkryty w jaskini Manot wraz z odkryciem samej jaskini w 2008 roku. Miejsce to znajduje się w Zachodniej Galilei, około dziesięciu kilometrów na północ od stanowiska w jaskini Hayonim i około pięćdziesięciu kilometrów na północny wschód od góry Karmel. Odkrycia dokonano przypadkowo, kiedy spycharka przedziurawiła sklepienie jaskini podczas prac budowlanych. Pracujący na Uniwersytecie Hebrajskim archeologowie z oddziału badającego jaskinie zostali niezwłocznie poinformowani, po czym przeprowadzili badania wstępne. Obok fragmentu czaszki znalezione zostały inne ludzkie szczątki, a także kamienne narzędzia i kawałki węgla drzewnego. Wśród narzędzi znaleziono ostrza lewaluaskie, dłuta, pięściaki i narzędzia oryniackie. Nieopodal znajdowały się szczątki daniela zwyczajnego, jelenia szlachetnego, gazeli górskiej, konia, tura, hieny i niedźwiedzia. Znalezione eksponaty zostały przeniesione do Izraelskiego Urzędu Starożytności, który również przeprowadził badanie jaskini. W 2010 Urząd zorganizował gruntowne prace wykopaliskowe. Badania prowadzone były we współpracy archeologów Uniwersytetu Hebrajskiego, Uniwersytetu Telawiwskiego, Służby Geologicznej Izraela, Instytutu Zinmana Uniwersytetu Hajfy, Instytutu Nauki Weizmanna i Wydziału Archeologii Uniwersytetu Bostońskiego.

## Opis
Manot 1 jest okazem niemalże kompletnej czaszki dorosłego osobnika bardzo przypominającej czaszkę człowieka współczesnego. Objętość jego mózgu była stosunkowo niewielka – 1100 cm³. Rozmiar mózgu współczesnego człowieka to blisko 1400 cm³. Charakterystycznymi cechami okazu są: kość potyliczna w kształcie koka, kość ciemieniowa w kształcie łagodnego łuku, obecność wyrostka suprainiac fossa i wyraźna linia karku. Ten zespół cech jest pośredni pomiędzy anatomią późnych gatunków ludzi z Afryki a budową ludzi z okresu paleolitu górnego zamieszkujących Europę. Manot 1 znacznie różni się od innych wymarłych gatunków ludzi żyjących w sąsiednim Lewancie. Odkrywcy okazu podsumowują zebrane dane, wnioskując:

Ogólny kształt oraz wiele różnych cech okazu sklepienia czaszki Manot 1 pokazują, iż ta część czaszki jest całkowicie współczesna.

## Znaczenie w ewolucji człowieka
Manot 1 jest najstarszym okazem człowieka współczesnego żyjącego poza Afryką. Datowanie metodą uranowo-torową szacuje jego wiek na 54 700 lat. Potwierdza to autentyczność teorii wyjścia z Afryki, czyli tego, że ludzie współcześni pochodzą z Afryki i wyemigrowali z niej około 60 000 – 70 000 lat temu. Jak dotąd hipoteza ta była udowadniana jedynie na podstawie badań genetycznych. Istnieje prawdopodobieństwo, iż Manot 1 należał do przodków ludzi współczesnych, którzy rozpoczęli zasiedlanie Europy. Okres jego występowania jest zbieżny z epoką życia innego wymarłego człowieka – neandertalczyka. Obydwa gatunki żyły zatem w bliskim sąsiedztwie na terenach południowego Lewantu. Fakt ten sugeruje możliwość krzyżowania się Manot 1 i neandertalczyka, choć jak na razie jedynym dowodem potwierdzającym to założenie są porównawcze badania genetyczne. Szacuje się, iż współcześni ludzie dzielą nawet od 2% do 4% genów z neandertalczykami. W 2014 r. znaleziono na Syberii skamieniałość współczesnego człowieka (mężczyzny), której wiek oszacowano na 45 000 lat. Sekwencja jego genów wykazała, że jego przodkowie krzyżowali się z neandertalczykami około 52 000 – 58 000 lat temu. Nie istnieje jednakże żaden materialny dowód na bliskie występowanie człowieka i neandertalczyka w okresie tegoż domniemanego krzyżowania się obu gatunków. Manot 1 stanowi pierwszy niepodważalny dowód takiej bliskości w owym czasie. Wydobywanie i sekwencjonowanie DNA ze szczątków może potwierdzić krzyżowanie się gatunków w tym okresie, jednak gorący klimat regionu utrudnia tego typu prace, gdyż wysoka temperatura przyśpiesza rozpad DNA.